# Filtrační papír

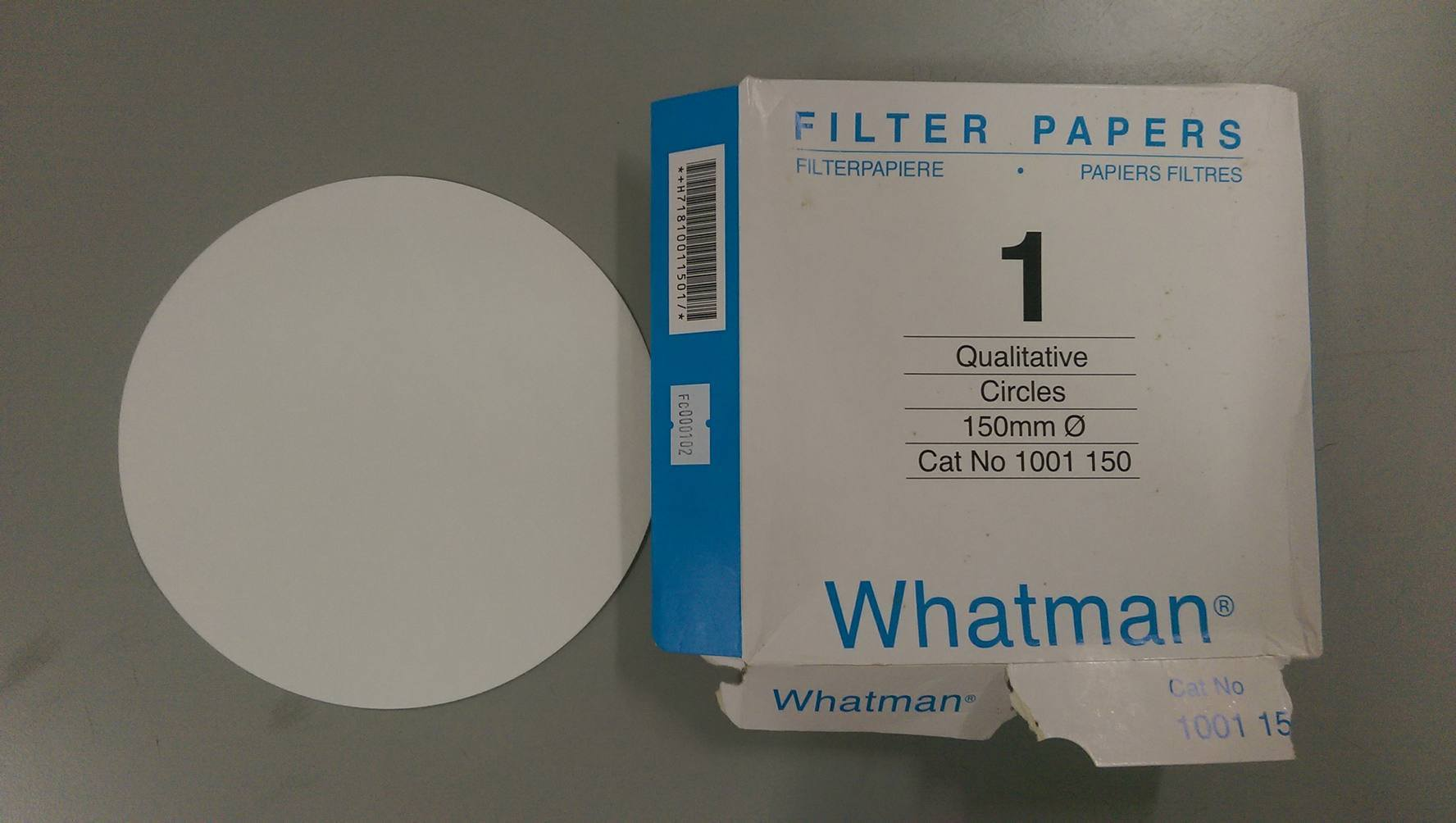
Filtrační papír – 150mm výsek

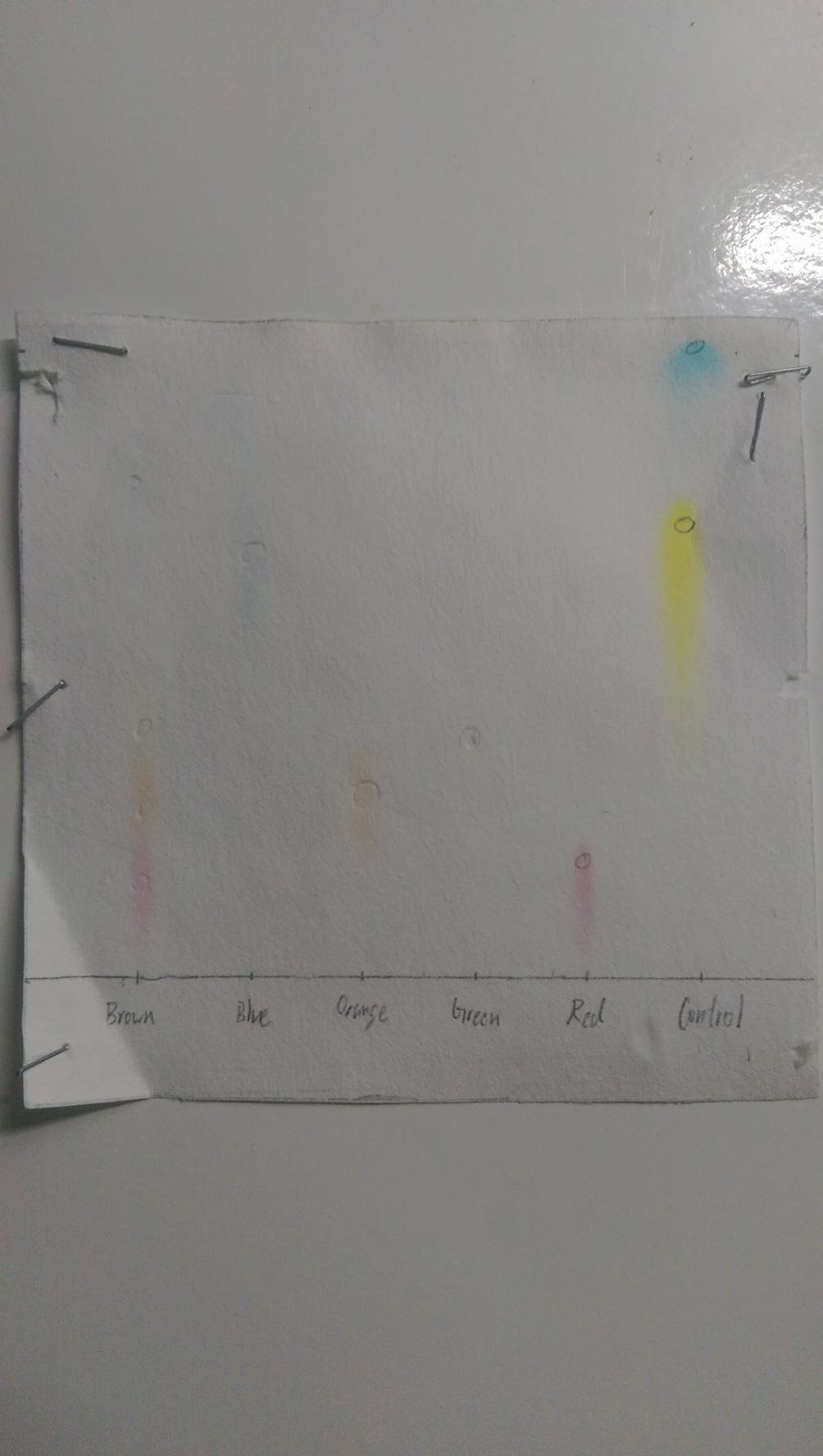
Filtrační papír – příklad použití v chromatografii (zde TLC)

Filtrační papír je plošný tenký materiál s póry, vyrobený z rostlinných vláken. Jedná se o speciální druh papíru. Vyrábí se ve formě archů, nicméně v praxi se pořizuje a používá ve formě výseků o definovaném průměru (od 55 do 240 mm).
Protože papír je vyráběný mokrým procesem (v principu jde o sedimentaci vláken z vodní suspenze), je při filtraci potřeba podpory, nejčastěji v podobě filtrační nálevky nebo Büchnerovy nálevky.
Užitnými parametry jsou plošná hmotnost [g/m2], zpevnění, povrchová úprava (krepování, hlazení); z hlediska filtrace je relevantní filtrační rychlost [s] (stanoveno ČSN 500338) v rozsahu 12-120 s; z hlediska kvalitativní analýzy pak obsah popela [%] a vlhkost [%]. Filtrační papíry se dělí podle rychlosti filtrace (která je úměrná velikosti pórů).
Rychlosti filtrace se označují „KA“ s číslem od 1 do 4 a barvou:
- KA 1 (červená) – rychlá filtrace (filtrační rychlost 12 s), dobrá retence větších částic
- KA 2 (žlutá) – rychlá filtrace (filtrační rychlost 25 s), dobrá retence částic
- KA 3 (fialová) – nižší rychlost (filtrační rychlost 55 s), vyšší retence než KA 2
- KA 4 (modrá) – filtrační rychlost 120 s, pro běžné laboratorní rozbory